# Marie Sneve Martinussen

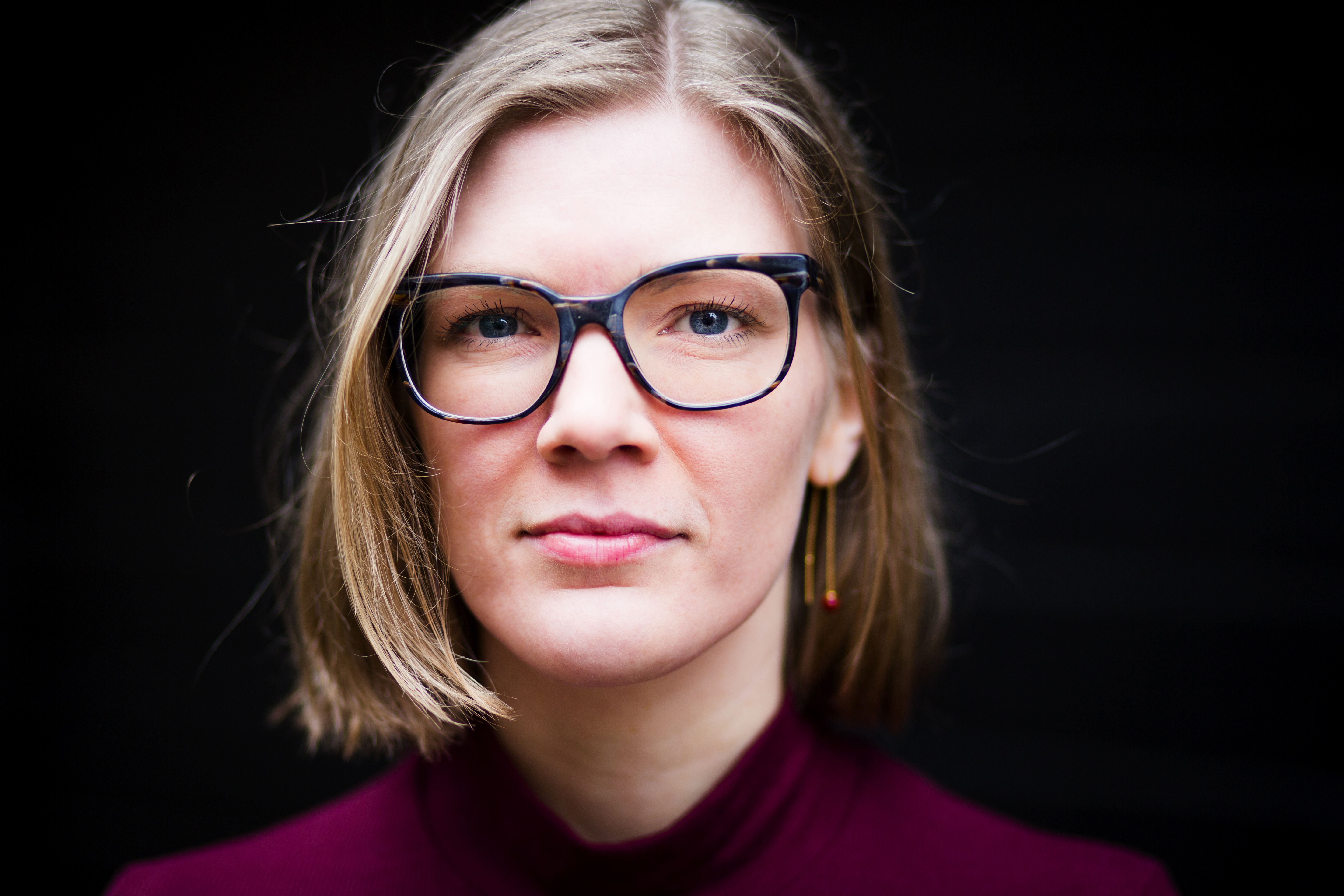
Marie Sneve Martinussen, 2016

Marie Sneve Martinussen (* 30. Dezember 1985) ist eine norwegische Politikerin der linken Partei Rødt. Seit Juli 2023 ist sie die Vorsitzende der Partei, wobei sie den Vorsitz bis Mai 2024 nur kommissarisch innehatte. Martinussen ist seit 2021 Abgeordnete im Storting.

## Leben
Martinussen stammt aus der nordnorwegischen Kommune Sør-Varanger und studierte Wirtschaft an der Universität Oslo. Im Jahr 2012 wurde sie zur stellvertretenden Vorsitzenden der Partei Rødt gewählt.
Bei der Parlamentswahl 2021 zog Martinussen erstmals in das norwegische Nationalparlament Storting ein. Dort vertritt sie den Wahlkreis Akershus und wurde Mitglied im Finanzausschuss. Zudem wurde sie stellvertretende Fraktionsvorsitzende. Nach dem Rücktritt von Bjørnar Moxnes übernahm Martinussen im Juli 2023 kommissarisch die Position als Rødt-Vorsitzende und sie wurde die Rødt-Fraktionsvorsitzende im Storting. Im Mai 2024 wurde sie schließlich auch auf einem Parteitag als Vorsitzende bestätigt.

## Positionen
Martinussen gehört wie der Großteil ihrer Partei zu den Gegnern der NATO-Mitgliedschaft Norwegens und sie unterstützt den Austritt Norwegens aus dem Militärbündnis.